# Wirtschaft Georgiens
Die Wirtschaft Georgiens dreht sich traditionell um den Tourismus am Schwarzen Meer, den Anbau von Zitrusfrüchten, Weintrauben, Tee, den Abbau von Mangan und Kupfer sowie den Ertrag eines kleinen industriellen Sektors, der Wein, Metalle, Maschinen, Chemikalien und Textilien produzierte. Den Großteil seines Energiebedarfs produziert das Land inzwischen durch Wasserkraft selbst, Naturgas- und Ölprodukte muss Georgien importieren. Seine einzige erhebliche interne Energieressource ist die Wasserkraft.
Laut Angaben des globalen Wettbewerbsfähigkeitindex des Weltwirtschaftsforums 2017 rangiert Georgien auf Platz 67 (von 137) der wettbewerbsfähigsten Länder der Welt. Im Index für wirtschaftliche Freiheit liegt das Land auf Platz 13 von 180 Ländern (2017).

## Geschichte

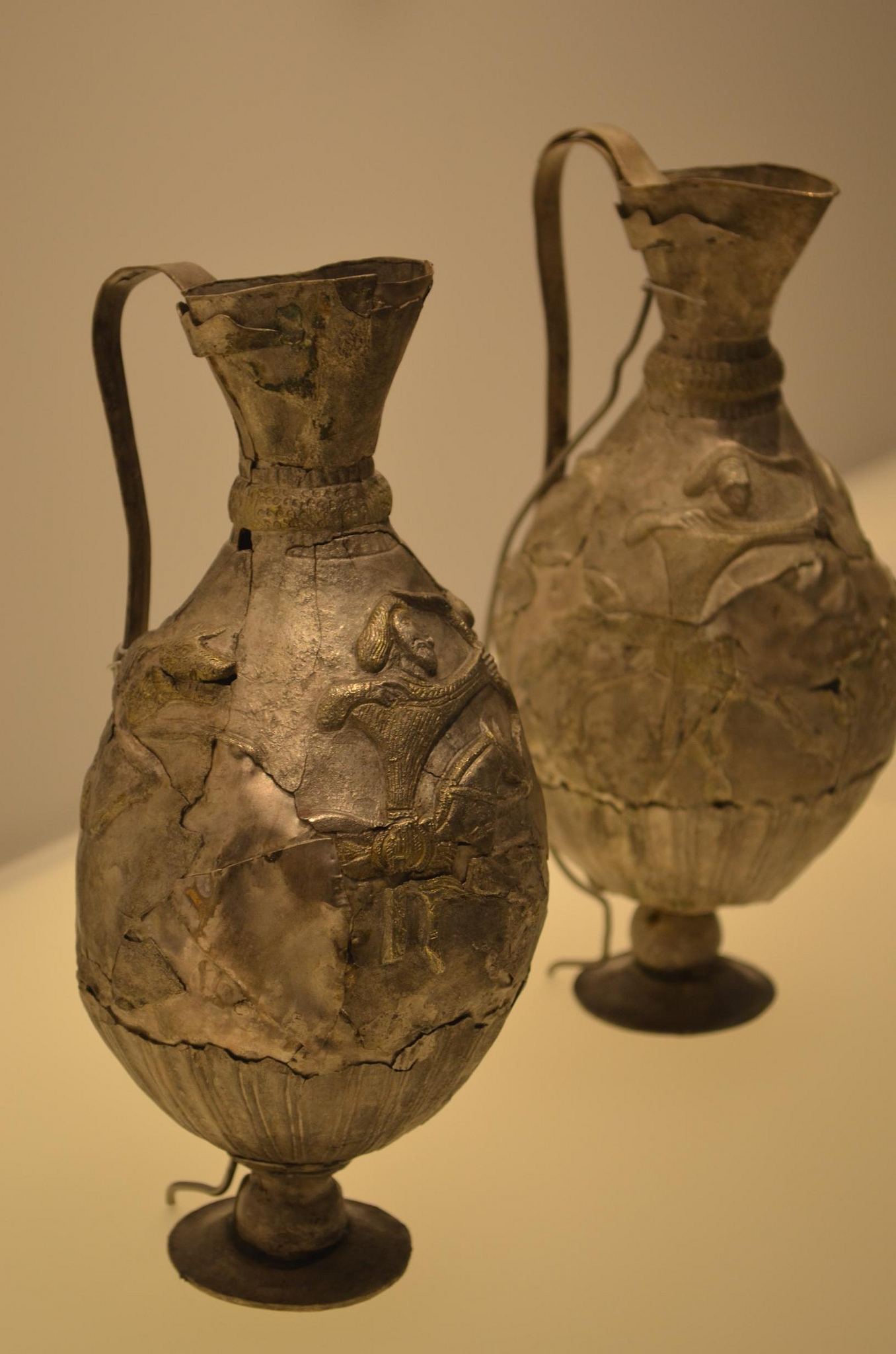
Antike georgische Weinkaraffen

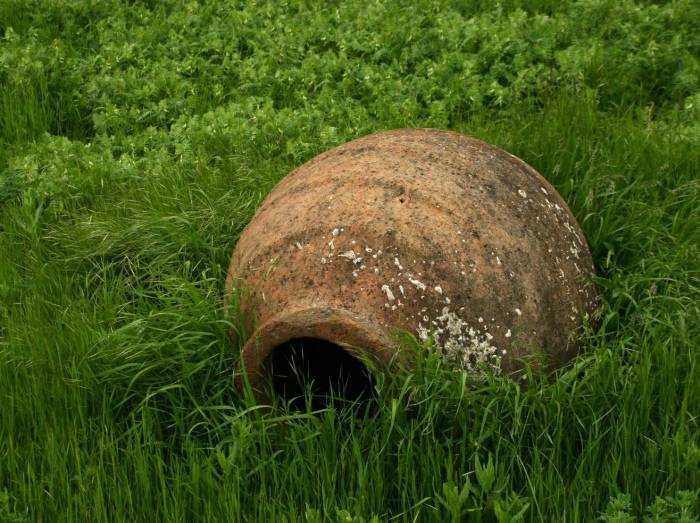
Klassische georgische Weinamphore die Quevri

Eine sehr lange Tradition besitzt der Weinbau in Georgien. Exportiert wurde Wein mindestens seit dem 6. Jahrhundert v. Chr. Bereits im 3. Jahrhundert v. Chr. war Georgien die Waffenschmiede der Antike. Im Kaukasusgebirge wurden Gold, Silber, Kupfer und Eisen sowie seine Legierungen abgebaut. Georgische Handwerker stellten die Schwerter her, mit denen Griechen und Trojaner kämpften. Handel war bei Georgiern nicht üblich: Händler waren meistens Armenier seit vielen Jahrhunderten.
Zu sowjetischen Zeiten galt die Georgische Sozialistische Sowjetrepublik als diejenige mit den besten Lebensverhältnissen. Westliche Beobachter nannten das Land die Schweiz des Kaukasus. Das subtropische Klima ermöglichte eine reiche Ernte landwirtschaftlicher Erzeugnisse. Georgien war in der Sowjetunion (UdSSR) fast alleiniger Anbieter von Zitrusfrüchten und Tee. Georgischer Wein fand starken Absatz. Die Weinbaufläche stieg zwischen 1950 und 1985 von 58.000 auf 128.000 Hektar. Die jährliche Weinproduktion betrug Mitte der 1980er Jahre 800.000 Tonnen. Im Westen des Landes wurden Rinder gezüchtet, im Osten Schafe. Der Tourismus florierte. An der Küste und im Gebirge entstanden Ferienheime und Sanatorien. Bekannte Ferienorte waren Sochumi, Gagra, Pizunda, Bordschomi und Bakuriani. Nach dem Zweiten Weltkrieg expandierten die Schwer- und Rüstungsindustrie.

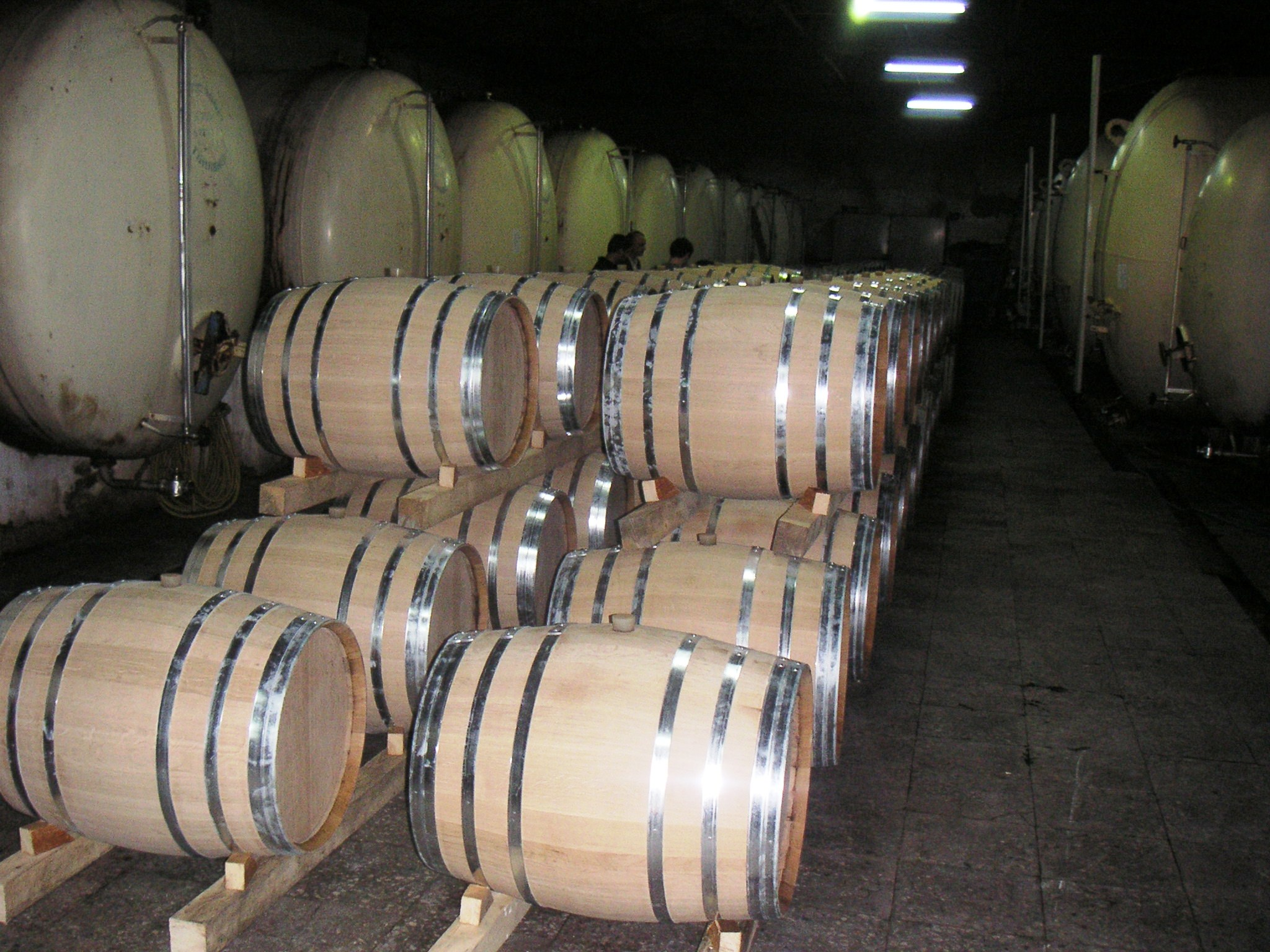
Weinproduktion in Georgien

Ein besonderes Merkmal der georgischen Wirtschaft war die persönliche Nebenwirtschaft. Die Hälfte der landwirtschaftlichen Produktion war privat. 70 % der Gesamternte und 30 % der Ernte von Zitrusfrüchten wurden vom nicht-staatlichen Sektor erbracht. Die Produktivität der Privatwirtschaft lag stets deutlich über der der staatlichen Betriebe. Äußere Zeichen waren eine erhöhte Dichte privater Kraftfahrzeuge in Georgien und die intensive Reisetätigkeit georgischer Bauern, die ihre Waren per Flugzeug auf die Märkte russischer Großstädte brachten.

## Auflösung der UdSSR und Wirtschaftskollaps
Nach der Auflösung der UdSSR erlitt Georgien von allen Sowjetrepubliken den schwersten Wirtschaftskollaps. Die Schwerindustrie erhielt keine Zulieferungen mehr. Flugzeugteile, militärische Elektronik, Elektrolokomotiven, Computer, Lastwagen, Tee, Zitrusfrüchte, Wein und Mangan fanden keine Abnehmer. Viele Betriebe wurden stillgelegt. Die Produktion in Industrie und Landwirtschaft ging zurück. Das Produktionsvolumen rutschte bis 1994 auf ein Viertel des Niveaus von 1989. Die Arbeitslosigkeit in der Hauptstadt Tiflis stieg auf 40 %.
Hinzu kam eine Hyperinflation. 1992 lag sie bei 1.339 % jährlich. Bis 1995 stiegen die Verbraucherpreise um das 7.000-fache. 1993 wurde an Stelle des Rubel eine Couponwährung eingeführt. Der Kurs fiel in nur zwei Jahren von 1.000 Kuponi pro US-Dollar auf zwei Millionen Kuponi pro US-Dollar.
Hilfe vom Westen kam erst 1995 als der Internationale Währungsfonds (IWF) Georgien Kredite in Höhe 206 Millionen US-Dollar und Deutschland in Höhe von 50 Millionen Mark gewährten. Mit Unterstützung des IWF und der Weltbank wurde im Oktober 1995 der Lari (GEL) als nationale Währung eingeführt. Sie blieb bis zur Abwertung 1998 stabil zum US-Dollar.
Das wirtschaftliche Wachstum blieb jedoch schwach. Zwischen 1995 und 1997 stieg das Produktionsvolumen auf etwa 30 % des Niveaus zu Sowjetzeiten, bis 2001 erreichte es etwa 35 %. Im Jahr 2006 lebten 38,5 % der Bevölkerung unterhalb der Armutsgrenze, 13,4 % der Haushalte sogar in extremer Armut. Professoren verdienten 15 US-Dollar im Monat, Bürgerkriegsflüchtlinge erhielten maximal fünf US-Dollar monatliche Unterstützung. Alterspensionen waren seit Anfang 2003 nicht mehr gezahlt worden.
Bis vor einigen Jahren noch ungelöst waren Probleme bei der Stromversorgung. Georgien konnte seinen Strombedarf allein nicht decken und war stets auf ausländische Lieferungen angewiesen. 1990 wurden die Stromlieferungen und die Belieferung der Kraftwerke mit Brennstoffen aus Russland, Aserbaidschan und Turkmenistan auf mehrere Jahre abgeschnitten. Die eigene Stromerzeugung sank zwischen 1991 und 1994 von 13,4 Milliarden auf drei Milliarden Kilowattstunden. Doch es kam auch wegen Schulden bei Lieferanten und auch mangelhafter Zahlungsmoral der Stromverbraucher selbst immer wieder zu Abschaltungen. Georgiens eigene Kraftwerke fielen durch fehlendes Kapital dann wegen mangelnder Modernisierung und Instandhaltung regelmäßig aus.

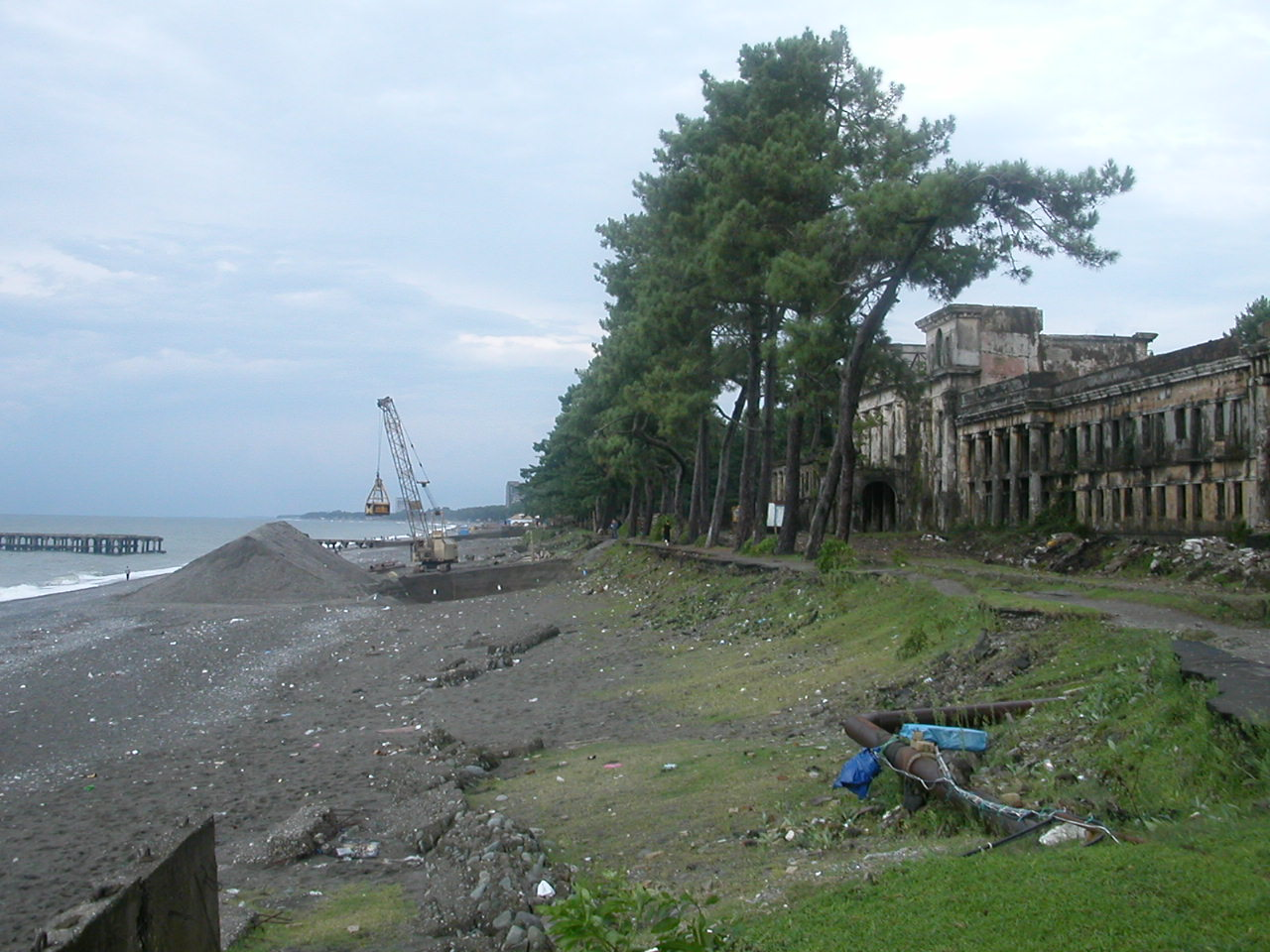
Nach den Bürgerkriegswirren wurden Maßnahmen zum Küstenschutz 15 Jahre lang nicht fortgeführt, was zu starker Küstenerosion führte (Aufnahme 2004).
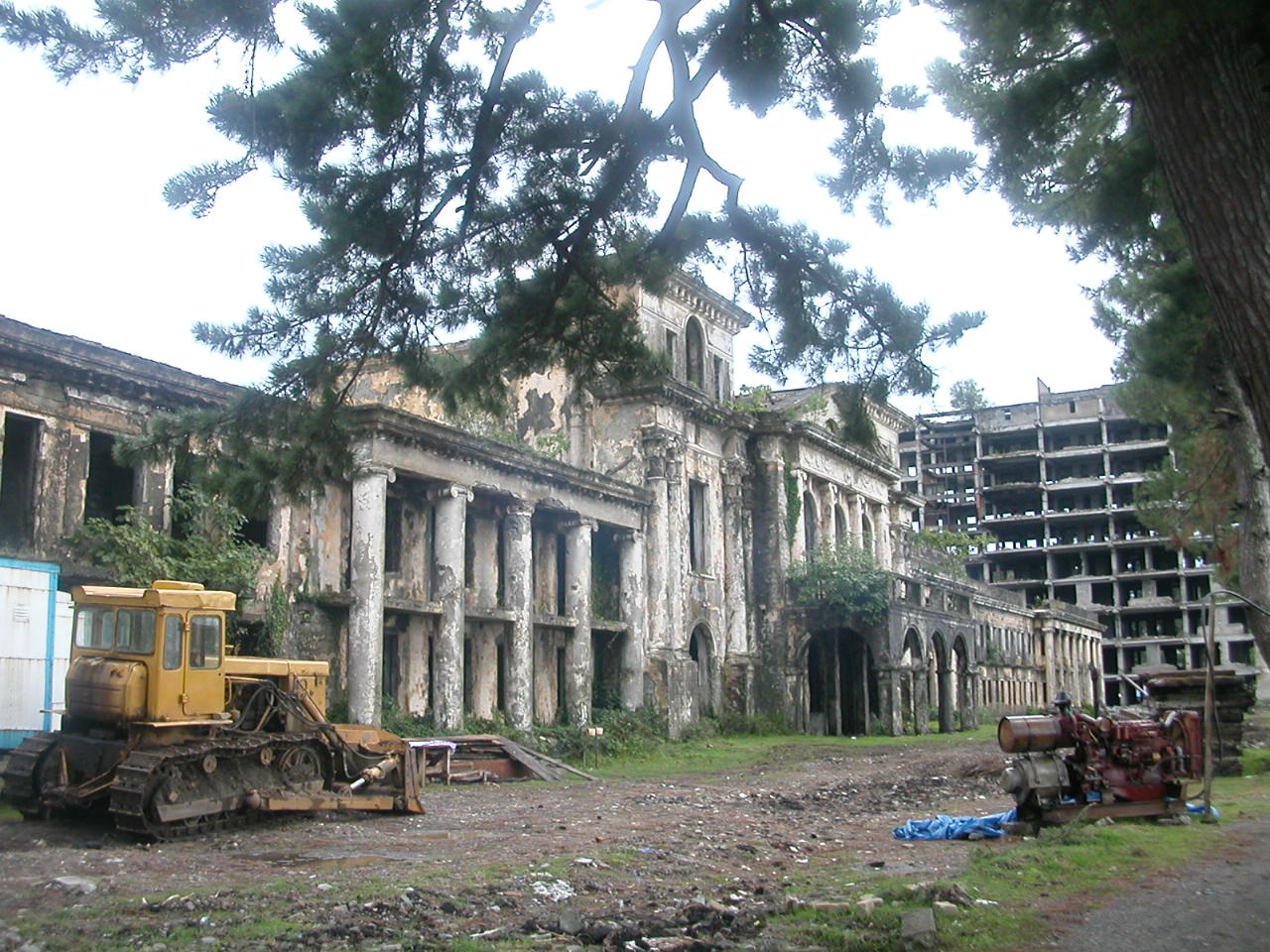
Nach den Bürgerkriegen in den Jahren 1990–1993 waren die einstmals mondänen Sanatorien verlassen und ausgeplündert (Aufnahme 2004)
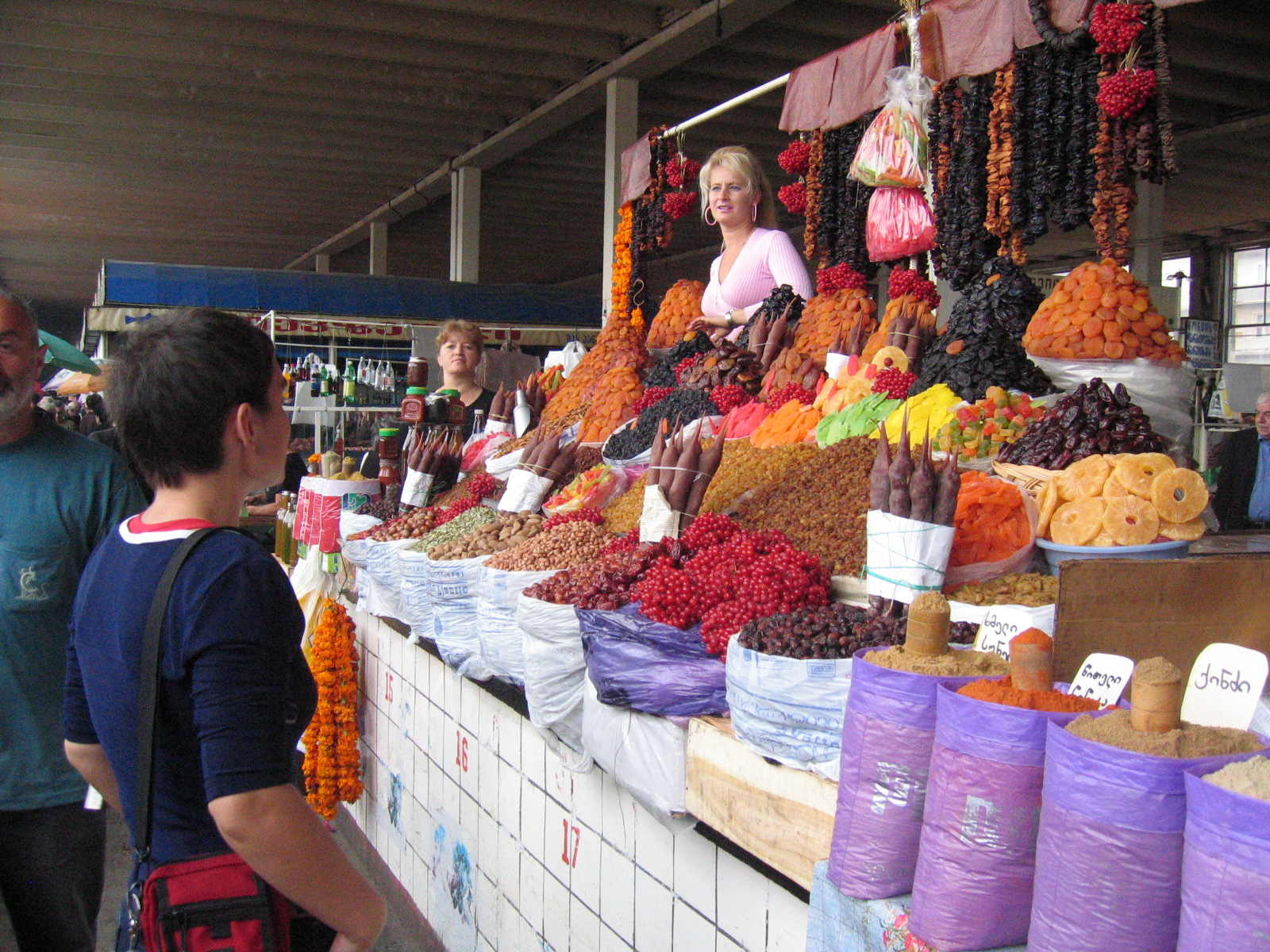
Obststand in einer Tifliser Markthalle

## Gegenwart
Diese Zeit des wirtschaftlichen Zusammenbruchs hat Georgien inzwischen hinter sich gelassen, die Stromversorgung funktioniert heute zuverlässig. Mittlerweile deckt Georgien seinen eigenen Stromverbrauch durch heimische Produktion, mehr noch, Strom ist heute ein Exportartikel mit enormem Wachstumspotential.
Der jährliche Stromverbrauch Georgiens lag 2011 bei etwa 11 TWh, weitere 1,3 TWh wurden exportiert. Alle Nachbarländer sind mit Georgien über Hochspannungsleitungen verbunden und lassen zu Zeiten des Spitzenverbrauchs Strom aus Georgien in ihre Netze einspeisen. Auch Russland ist mittlerweile Stromabnehmer des Landes. Der größte Abnehmer von georgischer Elektrizität ist die Türkei.
Derzeit werden etwa 85 Prozent des erzeugten Stroms durch Wasserkraft erzeugt, die restlichen 15 Prozent kommen aus dem Thermo-Kraftwerk Gardabani. Bis etwa 2018 soll die gesamte Stromproduktion in Georgien auf Wasserkraft umgestellt sein.
Das große Potential für Wasserkraft in Georgien wird derzeit nur zu geschätzt 18 Prozent genutzt. Etwa 300 Flussläufe bieten sich für die Nutzung an, der Staat definiert die potentiellen Standorte und erstellt Machbarkeits- und Umweltverträglichkeitsstudien. Stand 2012 sind etwa 40 Kraftwerksprojekte in Arbeit, deren Fertigstellung zwischen 2014 und 2017 erfolgen soll. Diese neuen Kraftwerke mit einer Investitionssumme von 5,4 Milliarden Euro werden insgesamt 10 TWh Strom pro Jahr erzeugen; die Stromerzeugung soll also bis 2018 fast verdoppelt werden.
Die georgische Wirtschaft litt Ende der 1990er Anfang der 2000er Jahre unter einem großen Defizit des Staatsbudgets. Die Einnahmen der öffentlichen Haushalte betrugen beispielsweise 2001 nur 15 % des Bruttosozialprodukts. Es gelang der Regierung zu dieser Zeit nicht, die Steuern einzutreiben. Korruption und Vetternwirtschaft ließen Gelder versickern. Ständige Stromausfälle schadeten der Industrie. Georgien setzte seine Hoffnungen für eine wirtschaftliche Erholung auf die Entwicklung eines internationalen Transport-Korridors durch die Schwarzmeerhäfen Poti und Batumi, eine große Ölpipeline vom aserbaidschanischen Baku über Tiflis nach Ceyhan in der Türkei, die Baku-Tiflis-Ceyhan-Pipeline, sowie die parallel dazu verlaufende Südkaukasus-Pipeline, die Gas transportieren soll. Ein wachsendes Handelsdefizit, die Probleme des Steuereinzugs, der Korruption und separatistische Konflikte, verdunkelten das wirtschaftliche Bild. Dennoch konnten ausländische Investitionen ein höheres Wirtschaftswachstum anspornen.
Die Konflikte wurden, wenn auch ungelöst, doch zumindest eingefroren. Die Korruption wurde äußerst erfolgreich bekämpft, Georgien gilt inzwischen hierin als weltweites Vorbild. Der Staatshaushalt wurde auch durch die Steuerreform des Jahres 2011 mit einem vereinfachten Steuersystem konsolidiert.
Eine der Hauptsäulen der georgischen Wirtschaft der Tourismus entwickelte sich mit einer nahezu Verdoppelung der Touristenzahlen zwischen 2010 und 2014 zu einem der am schnellsten wachsenden Wirtschaftssektoren, die Arbeitslosenzahlen fielen von 18,3 % im Jahr 2009 auf 13,9 % Stand 2017.
| Kategorie                             | 2005    | 2006    | 2007    | 2008    | 2009    | 2010    | 2011    | 2012    | 2013    | 2014    | 2015    | 2016    | 2017    | 2018    | 2019    |
| ------------------------------------- | ------- | ------- | ------- | ------- | ------- | ------- | ------- | ------- | ------- | ------- | ------- | ------- | ------- | ------- | ------- |
| Verfügbare Arbeitskräfte (in Tausend) | 1.982,7 | 1.911,9 | 1.908,7 | 1.944,7 | 1.971,8 | 1.970,9 | 1.988,2 | 2.004,5 | 1.978,6 | 1.984,6 | 2.018,0 | 1.996,2 | 1.983,1 | 1.939,9 | 1.911,2 |
| Beschäftigte (in Tausend)             | 1.683,0 | 1.618,0 | 1.577,3 | 1.597,3 | 1.611,0 | 1.627,8 | 1.643,5 | 1.659,4 | 1.643,4 | 1.694,4 | 1.733,8 | 1.717,3 | 1.706,6 | 1.694,2 | 1.690,2 |
| Arbeitslose (in Tausend)              | 299,7   | 293,9   | 331,4   | 347,4   | 360,8   | 343,1   | 344,8   | 345,1   | 335,2   | 290,2   | 284,2   | 278,9   | 276,4   | 245,7   | 221,0   |
| Arbeitslosenquote (in Prozent)        | 15,1    | 15,4    | 17,4    | 17,9    | 18,3    | 17,4    | 17,3    | 17,2    | 16,9    | 14,6    | 14,1    | 14,0    | 13,9    | 12,7    | 11,6    |

## Wirtschaftsstruktur

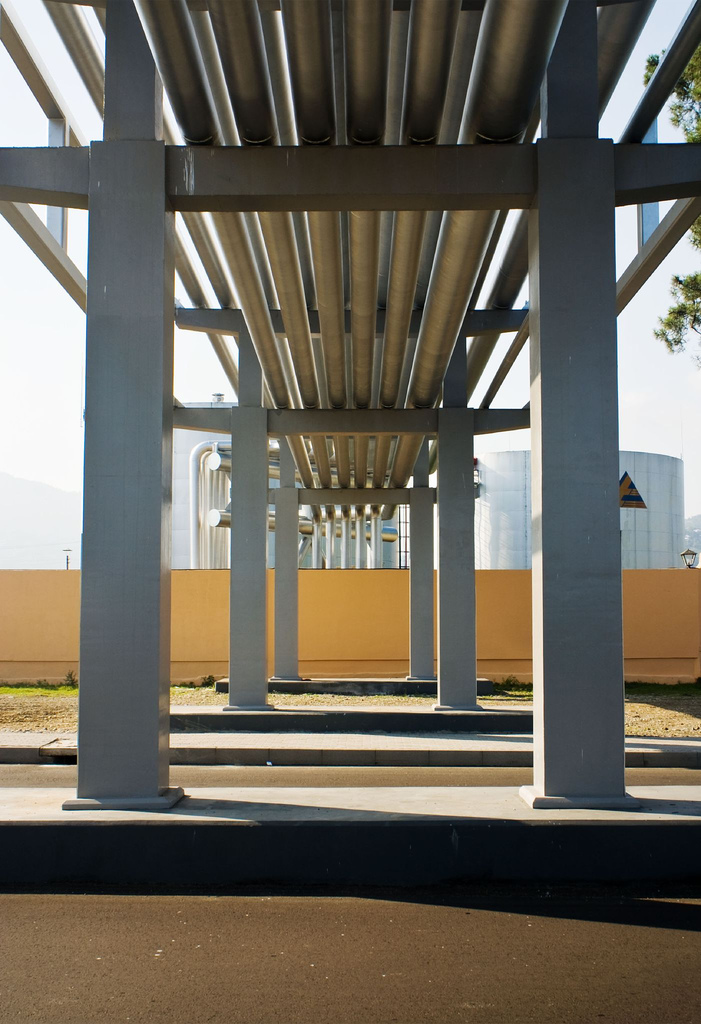
Ölpipelines im Hafen von Batumi

Georgiens wirtschaftliche Erholung wurde durch verheerende Bürgerkriege um die Staatsmacht, die Regionen Abchasien und Südossetien, eine beharrlich schwache Infrastruktur, Reformwiderstand von Seiten korrupter und reaktionärer Gruppen sowie die russische und asiatische Wirtschaftskrise behindert. Mit Krediten des Internationalen Währungsfonds und der Weltbank brachte die georgische Regierung die Wirtschaft seit 1995 zu neuem Wachstum: Die Inflation konnte abgebaut, die vom IWF gesetzten Ziele erreicht und eine stabile Nationalwährung, der Lari eingeführt werden. Die Freigabe des Brotpreises, die Vorbereitung der zweiten Stufe zum Anschluss an die Welthandelsorganisation (WTO), der Abschluss des Vertrages über die Ölpipeline von Baku über Tiflis nach Ceyhan am Mittelmeer ließen auf weiteres Wachstum hoffen. Doch die Wirkungen der wirtschaftlichen Krise Russlands und Asiens machten einen Strich durch die Rechnung.
Georgiens Wirtschaft hat bei den Strukturreformen Fortschritte gemacht. Alle Preise und der größte Teil des Handels wurden liberalisiert, der Einfluss des Staates wurde beschnitten, weitere Gesetzesreformen stehen auf der Tagesordnung. Mehr als 10.500 kleine Unternehmen wurden privatisiert und mehr als 1.200 mittlere und größere Unternehmen in Aktiengesellschaften umgewandelt. Die Privatisierung von Firmen in Staatsbesitz wird weiter vorangetrieben, inzwischen allerdings genauer kontrolliert.
Wegen ausbleibender Investitionen ist Georgiens Transport- und Kommunikationsinfrastruktur in einem sehr schlechten Zustand. Die Telekommunikation ist zum Teil privatisiert, zum Teil weiterhin in staatlicher Hand.
Georgien kann seinen Energiebedarf nicht selbst decken und ist auf Lieferungen aus dem Ausland angewiesen. Erdgas wird vor allem aus Russland geliefert, Erdöl aus Kasachstan. Ähnlich der Ukraine ist der Gaspreis ein Zankapfel mit Russland. Es hat Georgien ab 2007 mit einer Erhöhung der Gaspreise gedroht. Das Land sucht nun nach alternativen Lieferungen aus anderen Ländern.
1998 begann Georgiens Regierung die Energieverteilung und Energiegewinnung zu privatisieren. Inzwischen befinden sich große Teile des Energiemarkts in russischer Hand. Das russische Energieunternehmen Itera besitzt Mehrheitsbeteiligungen an elf georgischen Gaswerken, darunter dem der Hauptstadt TbilGazi. Dem russischen Unternehmen RAO Unified Energy Systems gehören 75 % der Anteile des Tifliser Elektrizitätsbetriebs Telasi. Die russische Evraz Holding erwarb das Wasserkraftwerk Wartsiche. Um der Regierung mehr Gewicht auf dem heimischen Energiesektor zu verschaffen, fusionierten im März 2006 drei Staatsunternehmen zur Georgischen Gesellschaft für Öl und Gas (GOGC).
Georgiens Auslandsschulden betrugen 2003 1,7 Milliarden US-Dollar. 40 % des Geldes stammten von der Weltbank, dem Internationalen Währungsfonds (IWF) und der Europäischen Bank für Wiederaufbau und Entwicklung. Weitere 60 % wurden in bilateralen Verträge von Staaten der GUS, vor allem Turkmenistan geliehen.
Um den Reformprozess zu ermutigen und zu unterstützen, haben sich die europäischen Geberländer und die USA darauf verständigt, den Hilfsschwerpunkt von humanitären Projekten auf technische und Programme zur Entwicklung von Institutionen zu verschieben. Die Entsendung von juristischen und technischen Beratern wird durch Fortbildungsmöglichkeiten für Parlamentarier, Justizbeamte und Wirtschaftsberater ergänzt. Georgien hängt jedoch auch weiterhin von humanitärer Hilfe ab, die für bedürftige Menschen bestimmt ist.

### Primärer Sektor

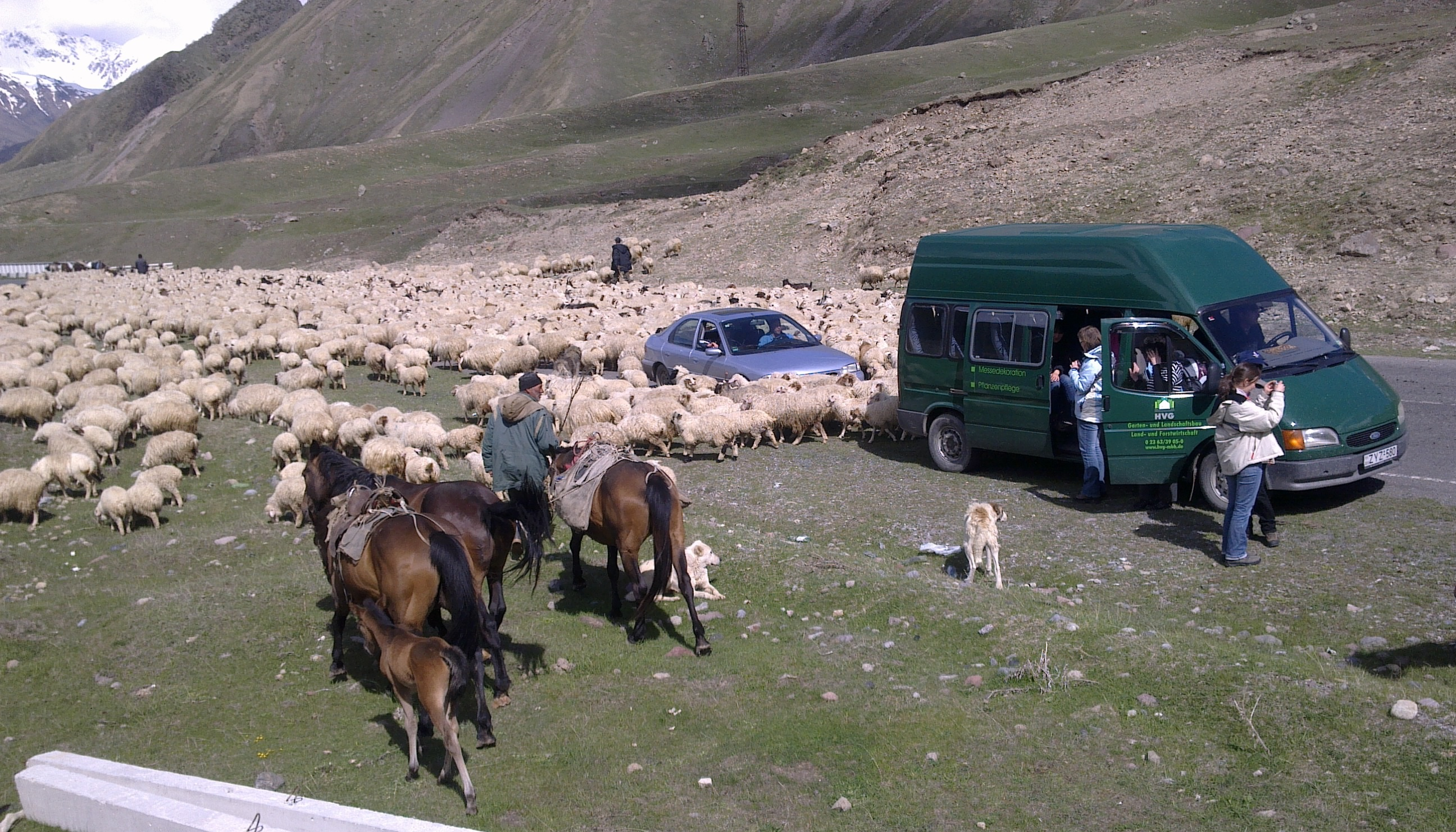
Alpine Weidewirtschaft (Schaf- und Pferdezucht) bleibt ein wichtiger Wirtschaftszweig in Georgien

#### Landwirtschaft
Die landwirtschaftliche Produktion erholt sich langsam von den Verwüstungen des Bürgerkriegs und den Strukturveränderungen im Gefolge des Zerfalls der Sowjetunion. Die Viehproduktion erlebt einen neuen Aufschwung, auch wenn sie periodisch krankheitsgeschwächt ist. Die alpine Weidewirtschaft mit Schafen und Pferden bleibt in den höher gelegenen Regionen ein bedeutender Wirtschaftszweig. Die inländische Getreideproduktion steigt, bedarf aber nachhaltiger politischer und infrastruktureller Verbesserungen, um eine angemessene Verteilung und Gewinne für die Bauern zu sichern. Tee, Haselnüsse und Zitrusfrüchteproduktion haben durch den Konflikt in Abchasien, einem enorm fruchtbaren Gebiet, enorm gelitten. Bei Zitrusfrüchten, in Georgien sind dies vor allem Mandarinen und Clementinen, lag das Produktionsvolumen zwischenzeitlich auf etwa lediglich einem Zehntel und ist es nach wie vor auf nur ungefähr einem Drittel des Niveaus vor 1989, bei Tee sogar auf nur 5 %.
| Kategorie                 | 1992   | 1993   | 1994   | 1995   | 1996  | 1997  | 1998  | 1999  | 2000  | 2001  | 2002  | 2003  | 2004  | 2005   | 2006  | 2007   | 2008  | 2009   | 2010   | 2011   | 2012   | 2013   |
| ------------------------- | ------ | ------ | ------ | ------ | ----- | ----- | ----- | ----- | ----- | ----- | ----- | ----- | ----- | ------ | ----- | ------ | ----- | ------ | ------ | ------ | ------ | ------ |
| Wein (in Tonnen)          | 179700 | 162000 | 160000 | 79000  | 78100 | 78100 | 71700 | 71700 | 71700 | 59500 | 57600 | 65300 | 53000 | 87000  | 85000 | 107000 | 90200 | 104300 | 103400 | 110800 | 112700 | 98800  |
| Tee (in Tonnen)           | 50000  | 77000  | 61700  | 38500  | 34000 | 33200 | 47234 | 60330 | 24000 | 23000 | 24000 | 24457 | 20000 | 22755  | 6600  | 7500   | 5400  | 5800   | 3500   | 2900   | 2600   | 3300   |
| Zitrusfrüchte (in Tonnen) | 270000 | 86000  | 97600  | 118000 | 86800 | 57100 | 85200 | 56000 | 40000 | 60000 | 33100 | 59200 | 38200 | 122400 | 52200 | 98900  | 55200 | 93600  | 52100  | 54900  | 77000  | 110400 |

Obwohl etwa 30 % der georgischen Wirtschaft landwirtschaftlich geprägt ist, verdirbt auf den Feldern die Ernte, weil die Bauern ihre Produkte entweder nicht auf den Markt bringen können oder Kosten zu zahlen haben, die die Marktpreise über die von importierten Gütern treiben. Mit Hilfe der Europäischen Union hat Georgien Schritte unternommen, um die Qualität und das Marketing seiner traditionellen Mineralwasserquellen zu verbessern. Im Land gibt es mehr als 2.400 Mineralwassersorten, von denen rund 500 bekannt sind. Das Wasser aus dem Kurort Bordschomi ist seit 1997 zum Exportschlager nach Russland, Europa und den USA geworden.
Die georgische Weinproduktion, die in den 1990er Jahren auf 100.000 Tonnen zurückging, hat seit 1994 Investoren angezogen und wurde mit moderner Technik ausgerüstet. Die Weinkellereien fanden Anschluss an das internationale Niveau und konnten ihren Absatz in den letzten Jahren wieder steigern. Größter Abnehmer georgischen Weins ist Russland (Import: 27,3 Millionen US-Dollar im Jahr 2003), gefolgt von der Ukraine (3,7 Millionen US-Dollar) und den USA (1,58 Millionen US-Dollar). Die Europäische Union hatte georgischen Wein bis 2003 offiziell nicht anerkannt (Import: 327.000 US-Dollar im Jahr 2003). Seit Februar 2004 können georgische Weine ohne Beschränkungen in die Europäische Union importiert werden. Schwer getroffen wurde die georgische Weinwirtschaft, als Russland im März 2006 einen Einfuhrstopp verhängte. Der Grund war eine zu hohe Belastung mit Pestiziden und Schwermetallen. Nach Meinung der georgischen Regierung war dies eine Abstrafung für den prowestlichen politischen Kurs Georgiens. Ähnliche Beschränkungen wurden auch gegen Wein aus der Republik Moldau verhängt. Ein Treffen des georgischen Präsidenten Micheil Saakaschwili mit seinem russischen Amtskollegen Wladimir Putin auf dem GUS-Gipfel im Juni 2007 brachte zwar eine Entspannung, aber noch kein Ende des Embargos. Der Vorsitzende der russischen Industrie- und Handelskammer, Russlands früherer Ministerpräsident Jewgenij Primakow, gestand inzwischen die Sinnlosigkeit dieser Sanktionen ein.

### Sekundärer Sektor

#### Industrie
Industrie ist in Georgien bisher wenig entwickelt. Sie hat einen Anteil an der Wirtschaft von 24 Prozent. Es gibt Fabriken für Stahl, Chemikalien und Holzprodukte. Im Bergbau werden Mangan, Kupfer und Gold gefördert. Großes Potential besteht noch bei Mineralwässern, denn es gibt hier viele Quellen. Das Wasser aus dem Kurort Bordschomi wurde sogar schon zum Exportschlager.

### Tertiärer Sektor
Mit fast 60 % ist der Dienstleistungssektor an der gesamten Wirtschaftsleistung des Landes beteiligt. Dabei spielen die Bauwirtschaft, der Export und auch die Tourismusindustrie eine große Rolle. Alleine der Tourismussektor macht über 7 % am BIP aus. Im Vergleich dazu sind die Landwirtschaft mit 10 % und die Industrie mit 20 % vertreten.

#### Kapitalmarkt
Das Land führt eine Wertpapierbörse, welche als Georgian Stock Exchange bekannt ist. 
Tourismus
Der Tourismus Georgiens lag lange Zeit am Boden. Die Sezessionskonflikte Anfang der 90er Jahre, der Kaukasuskrieg 2008 und der Konflikt im benachbarten Tschetschenien haben viele Touristen abgeschreckt, die traditionellen Skigebiete, Kurorte und Naturparks im Kaukasus und am Schwarzen Meer zu besuchen. Kamen zu sowjetischen Zeiten jährlich etwa 1,6 Millionen Touristen nach Georgien, so waren es 1999 nur noch 350.000. Vor allem besserverdienende russische Touristen reisen inzwischen zu westeuropäischen Ferienzielen. 2005 verzeichnete Georgien wieder einen leichten Anstieg der Touristen. Vor allem Armenier und Ukrainer interessierten sich für preiswerte Ferienplätze an der georgischen Schwarzmeerküste.
Aber auch hier ist Georgien seit dem Jahr 2010 wieder auf einem starken Wachstumskurs. Die Anzahl der ausländischen Gäste ist 2013 gegenüber dem Vorjahr um 21,8 % gestiegen, nach Zuwachsraten von 55,7 % im Jahr 2012, 38,9 % in 2011 und 35,3 % im Jahr 2010. 88 % der Besucher kamen dabei aus den Nachbarstaaten Türkei, Armenien, Aserbaidschan und Russland.

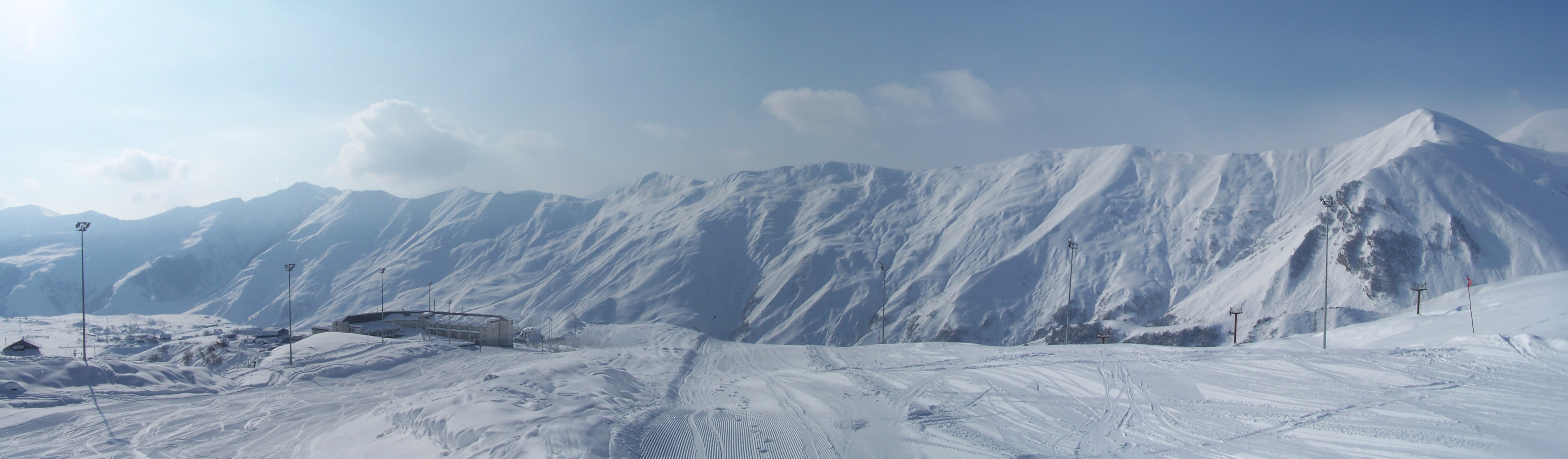
Skigebiet bei Gudauri
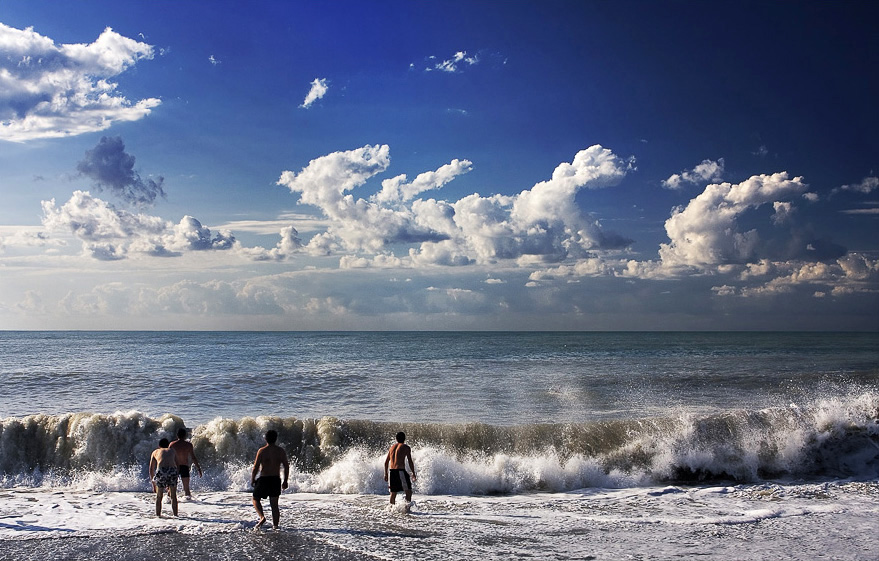
Kieselstrand am Schwarzen Meer bei Batumi
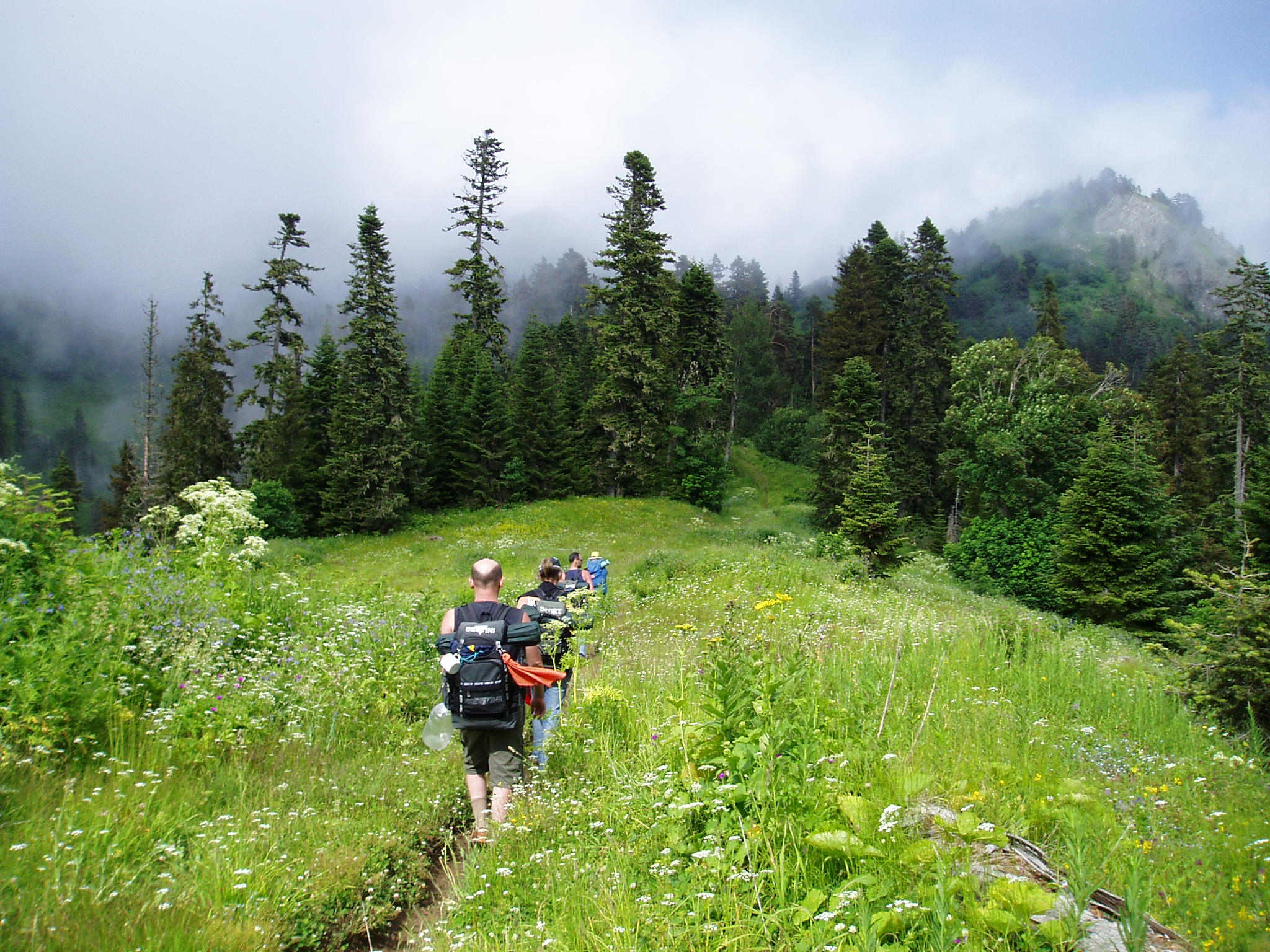
Nationalpark Bordschomi-Charagauli
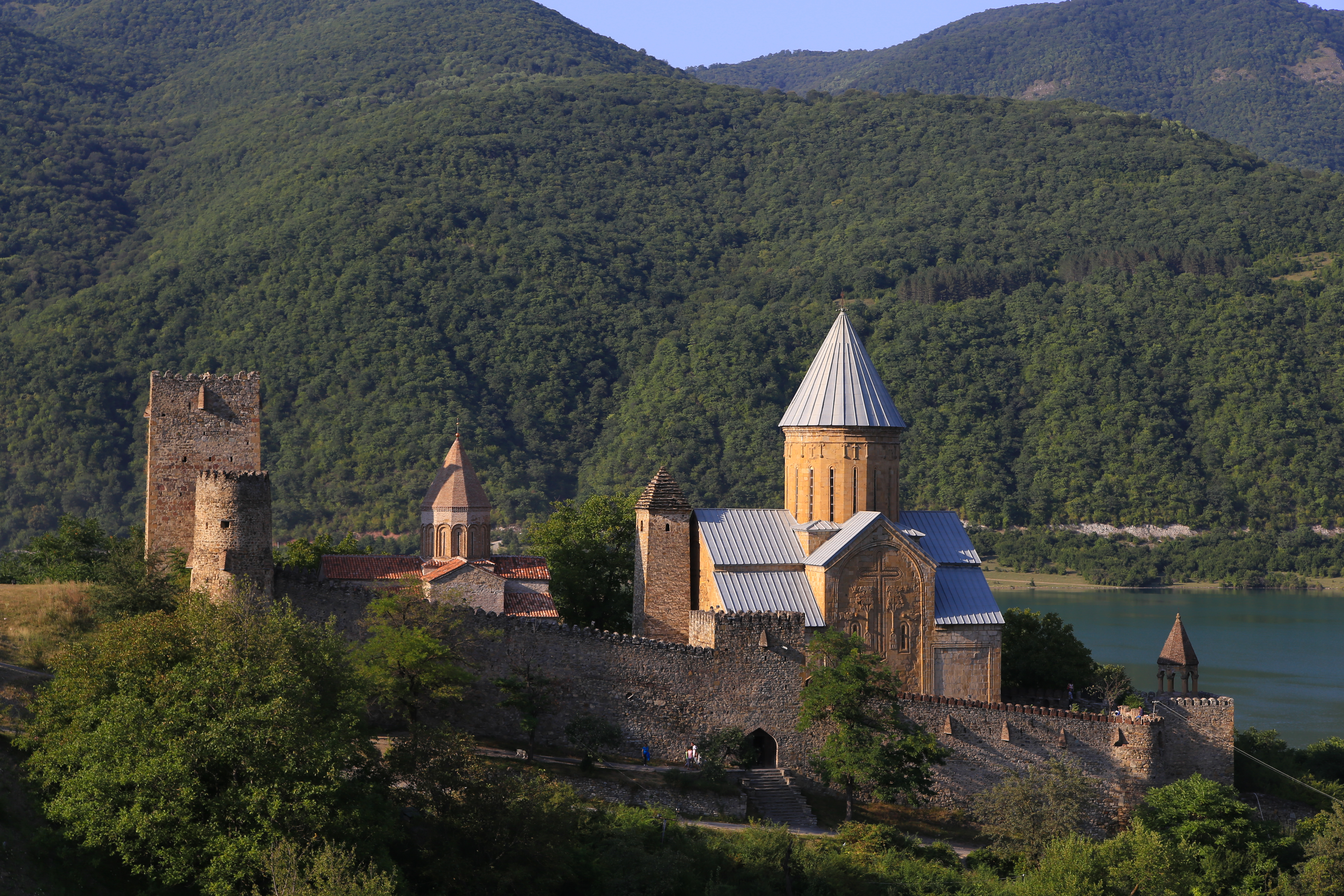
Ananuri – Festung und Kloster am Fluss Aragwi
Klosteranlage Gelati

| Land              | 2013      |
| ----------------- | --------- |
| Türkei            | 1.600.000 |
| Armenien          | 1.280.000 |
| Aserbaidschan     | 1.080.000 |
| Russland          | 770.000   |
| Deutschland       | 30.815    |
| Europäische Union | 208.754   |

| Zahlen                                                | 2000 | 2005 | 2010  | 2012  | 2013  | 2014  | 2015  | 2016  | 2017  | 2018  |
| ----------------------------------------------------- | ---- | ---- | ----- | ----- | ----- | ----- | ----- | ----- | ----- | ----- |
| Internationale Ankünfte (in Tsd.)                     | 387  | 560  | 2.032 | 4.428 | 5.392 | 5.516 | 5.901 | 6.361 | 6.483 | 7.203 |
| Internationale Tourismuseinnahmen (in Mio. US-Dollar) | 107  | 287  | 737   | 1.565 | 1.916 | 1.972 | 2.117 | 2.370 | 2.971 | 3.518 |
| Internationale Tourismuseinnahmen (in % am BIP)       | 3,5  | 4,5  | 6,3   | 9,9   | 11,9  | 11,9  | 15,1  | 16,5  | 19,7  | 21,7  |

Die Tourismuseinnahmen stiegen nach Angaben des Ministeriums für Wirtschaft und nachhaltige Entwicklung 2013 im Vergleich zum Vorjahr um 22 % auf rund 1,7 Mrd. US$.

## Neue Wirtschaftspolitik
Präsident Micheil Saakaschwili brachte Georgien mit einer wirtschaftlichen Liberalisierung wieder auf Wachstumskurs. Am 1. Juni 2004 ernannte er den russischen Unternehmer Kacha Bendukidse zum Wirtschaftsminister. Bendukidse bezeichnet seine Position als ultra-liberal. Der sowjetischen Mentalität in der Wirtschaft hat er den Kampf angesagt. Er will sich in Georgien für eine Deregulierung der Wirtschaft, umfassende Privatisierungen, eine Reduzierung der Unternehmenssteuern und ein schnelles Wirtschaftswachstum einsetzen.

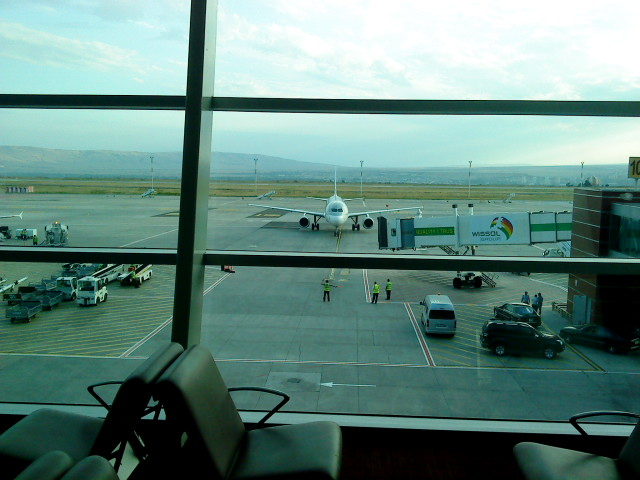
Eine A320 der Qatar Airways am Internationalen Flughafen Tiflis

Im Juni 2004 legte die Regierung neue Steuergesetze vor, die eine Abschaffung von zwölf Steuern und eine Reduzierung der Einkommensteuer vorsehen. Einen Monat später benannte sie eine Liste von 372 Staatsbetrieben und -Besitztümern, die zwischen 2004 und 2006 verkauft werden sollen, darunter die Staatliche Münze, die Georgische Telekom, der Internationale Flughafen Tiflis, die Häfen Poti und Batumi, die Flugzeugwerke Tbilaviamscheni und die Metallurgische Eisen- und Stahlfabrik Rustawi. Unternehmensgründungen wurden deutlich vereinfacht, indem die Zahl der genehmigungspflichtigen Aktivitäten von 909 auf 159 reduziert, die Kosten für betriebsbedingte Kündigungen gesenkt sowie die Zeit und Kosten zur Registrierung von Eigentum verkürzt wurden.
Erste Erfolge sind sichtbar. Die Steuereinnahmen Georgiens haben sich zwischen März 2004 und Oktober 2005 mehr als verdoppelt. Nach einem im September 2005 veröffentlichten Jahresbericht der Weltbank belegte Georgien bei Wirtschaftsreformen den ersten Platz in der GUS und den zweiten Platz weltweit. 2006 kam es jedoch zu Rückschlägen: Die Arbeitslosigkeit stieg an, und die Inflationsrate kletterte nach Angaben der Nationalbank auf 10 %.
Georgiens wirtschaftspolitische Reformen im Beobachtungszeitraum 2005/06 wurden im Bericht „Doing Business 2007“ der Weltbank ausdrücklich gelobt. Das Land konnte sich von Rang 112 auf 37 verbessern und liegt damit zwischen Frankreich (35.) und Spanien (39.). Die Erleichterungen kommen jedoch vor allem internationalen Investoren zugute; eine nachhaltige Förderung von kleinen und mittleren Unternehmen jenseits von Deregulierungsmaßnahmen und niedriger Pauschalbesteuerung ist nicht erkennbar. Eine Ausnahme macht der funktionierende Mikrokreditmarkt.
In den letzten Jahren konnte Georgien hohe Wachstumsraten verzeichnen. So lag das BIP-Wachstum 2007 geschätzt bei 12 %.

## Aktuelle Konjunkturentwicklung

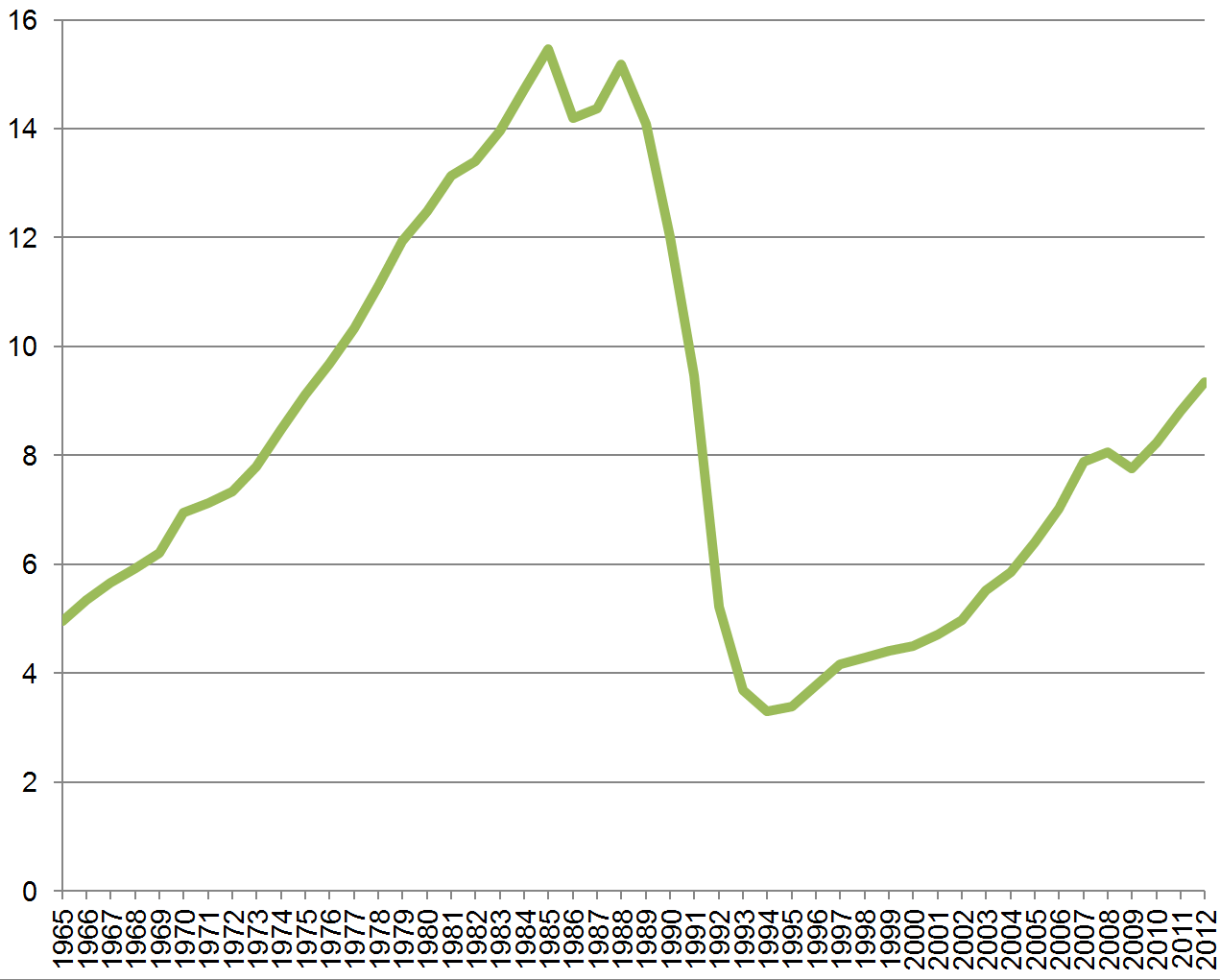
Langjährige Entwicklung des BIP nach Kaufkraftstandard zu konstanten Preisen zum Jahr 2005

| BIP                           | 2008     | 2009     | 2010     | 2011     | 2012     | 2013     | 2014     | 2015     | 2016     | 2017     |
| ----------------------------- | -------- | -------- | -------- | -------- | -------- | -------- | -------- | -------- | -------- | -------- |
| nominell, Mio. GEL            |          |          | 20.743,4 | 24.344,0 | 26.167,3 | 26.847,4 | 29.150,5 | 31.691,6 | 33.921,6 | 38.042,2 |
| nominell, Mio. USD            | 12.800,5 | 10.767,1 | 11.636,5 | 14.438,5 | 15.846,8 | 16.139,9 | 16.528,5 | 13.959,9 | 14.332,8 | 15.164,5 |
| prozentuales, reales Wachstum | 2,6      | −3,7     | 6,2      | 7,2      | 6,4      | 3,4      | 4,6      | 2,9      | 2,8      | 5,0      |
| pro Kopf nominell, USD        | 2.921,1  | 2.455,2  | 2.623,0  | 3.230,7  | 3.523,4  | 3.599,6  | 3.680,8  | 3.743,1  | 3.852,5  | 4.078,5  |

| BIP                           | 2014 QI | 2014 QII | 2014 QIII | 2014 QIV | 2015 QI | 2015 QII | 2015 QIII | 2015 QIV | 2016 QI | 2016 QII | 2016 QIII | 2016 QIV |
| ----------------------------- | ------- | -------- | --------- | -------- | ------- | -------- | --------- | -------- | ------- | -------- | --------- | -------- |
| nominell, Mio. GEL            | 6.307,2 | 7.162,8  | 7.540,1   | 8.176,8  | 6.892,5 | 7.774,7  | 8.239,1   | 8.785,3  | 7.490,9 | 8.176,8  | 8.808,5   | 9.445,5  |
| nominell, Mio. USD            | 3.605,3 | 4.064,1  | 4.320,4   | 4.527,8  | 3.225,0 | 3.407,6  | 3.545,0   | 3.663,8  | 3.076,2 | 3.695,5  | 3.792,9   | 3.784,5  |
| prozentuales, reales Wachstum | 7,2     | 5,2      | 5,6       | 1,8      | 3,3     | 2,5      | 2,5       | 2,9      | 3,3     | 2,8      | 2,2       | 2,8      |
| pro Kopf nominell, USD        | 802,9   | 905,0    | 962,1     | 1.008,3  | 891,5   | 913,7    | 950,5     | 982,4    | 826,9   | 993,3    | 1.019,5   | 1.017,2  |

|                | 2004 | 2005 | 2006 | 2007 | 2008 | 2009 | 2010 | 2011 | 2012 | 2013 | 2014 | 2015 | 2016 | 2017 |
| -------------- | ---- | ---- | ---- | ---- | ---- | ---- | ---- | ---- | ---- | ---- | ---- | ---- | ---- | ---- |
| Inflationsrate | 5,7  | 8,2  | 9,2  | 9,2  | 10,0 | 1,7  | 7,1  | 8,5  | −0,9 | −0,5 | 3,1  | 4,0  | 2,1  | 6,0  |

|                | 2007   | 2008   | 2009   | 2010   | 2011   | 2012   | 2013   | 2014   | 2015   | 2016   | 2017   | 2018   | 2019   |
| -------------- | ------ | ------ | ------ | ------ | ------ | ------ | ------ | ------ | ------ | ------ | ------ | ------ | ------ |
| Handelsvolumen | 6.444  | 7.797  | 5.634  | 6.914  | 9.259  | 10.433 | 10.933 | 11.463 | 9.505  | 9.408  | 10.711 | 12.492 | 12.862 |
| Export         | 1.232  | 1.495  | 1.134  | 1.677  | 2.187  | 2.376  | 2.910  | 2.861  | 2.205  | 2.113  | 2.728  | 3.356  | 3.764  |
| Import         | 5.212  | 6.302  | 4.500  | 5.236  | 7.072  | 8.056  | 8.602  | 8.592  | 7.300  | 7.295  | 7.983  | 9.137  | 9.098  |
| Handelssaldo   | −3.980 | −4.806 | −3.367 | −3.559 | −4.886 | −5.112 | −5.741 | −5.096 | −5.525 | −5.182 | −5.255 | −5.781 | −5.333 |

|     | 2000 | 2001 | 2002 | 2003 | 2004 | 2005 | 2006  | 2007  | 2008  | 2009 | 2010 | 2011  | 2012 | 2013 | 2014  | 2015  | 2016  | 2017  | 2018    | 2019    |
| --- | ---- | ---- | ---- | ---- | ---- | ---- | ----- | ----- | ----- | ---- | ---- | ----- | ---- | ---- | ----- | ----- | ----- | ----- | ------- | ------- |
| FDI | 131  | 110  | 167  | 340  | 499  | 450  | 1.190 | 2.015 | 1.564 | 658  | 815  | 1.117 | 912  | 942  | 1.758 | 1.565 | 1.645 | 1.862 | 1.265,2 | 1.267,7 |

## Georgische Unternehmen

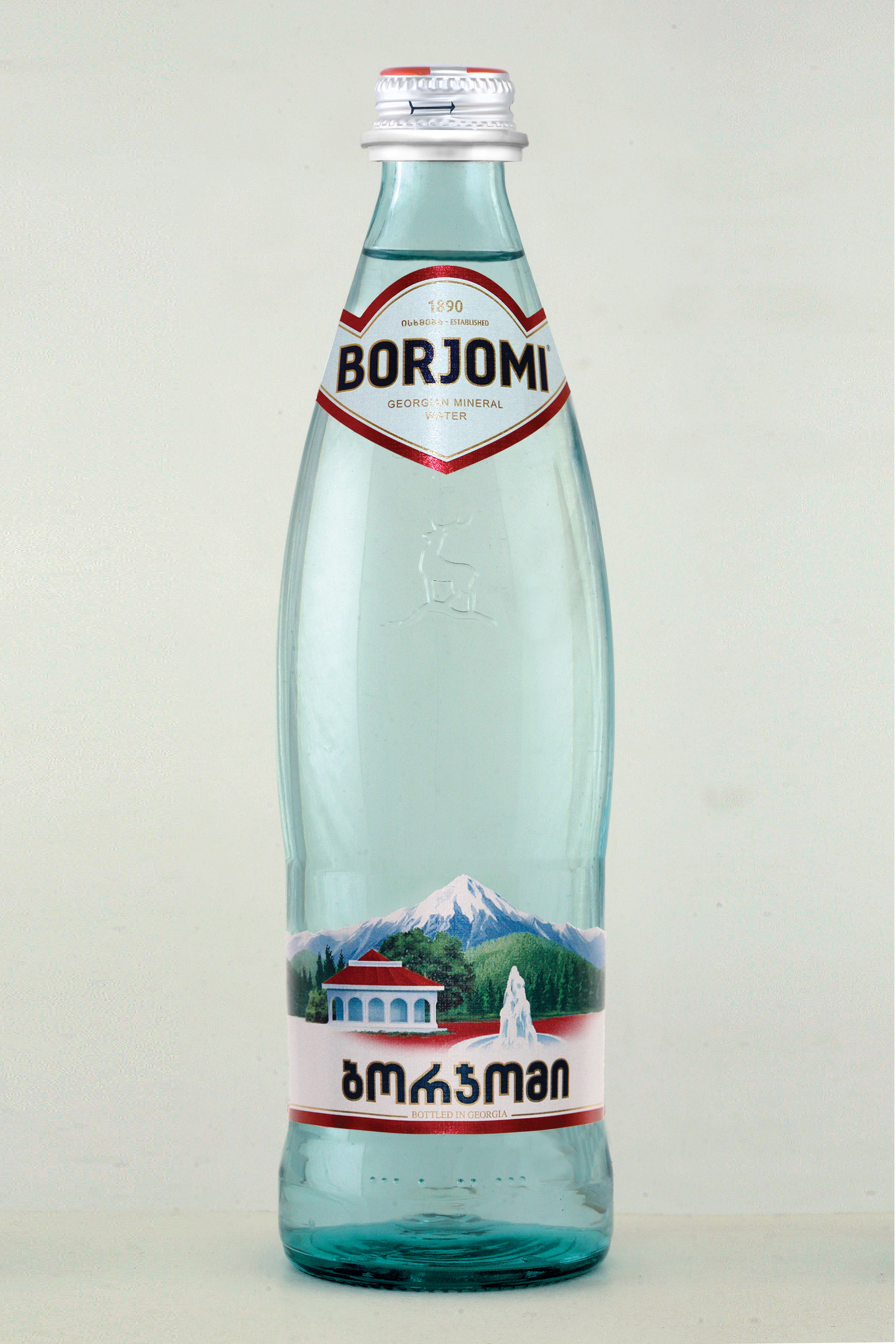
Bordschomi Mineralwasser ist ein Exportschlager in Russland, Europa und den USA

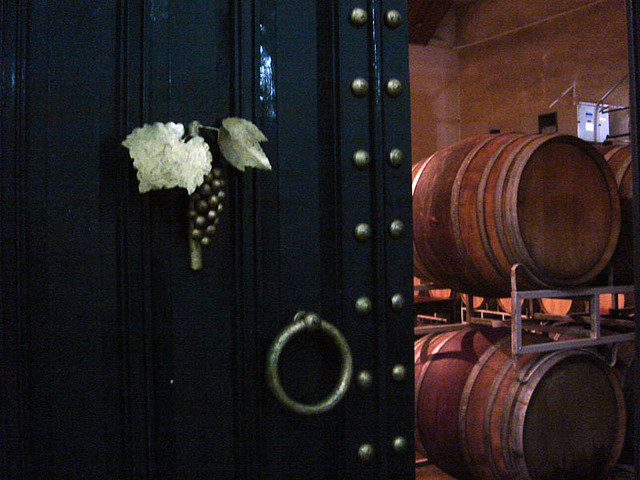
Das Weingut Telavi Wine Cellar nimmt eine Vorreiterrolle hinsichtlich der Qualitätssteigerung der Weingüter in Georgien ein.

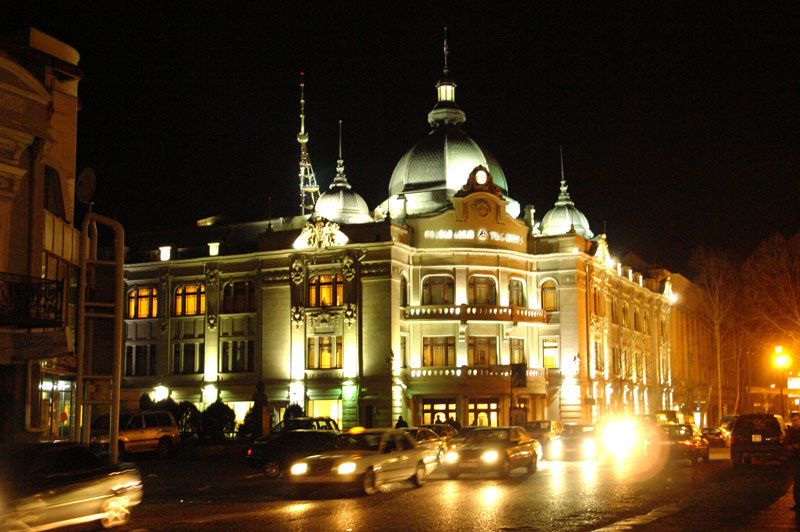
Die TBC Bank in Tiflis

| Unternehmen                                 | Branche                            |
| ------------------------------------------- | ---------------------------------- |
| Badagoni                                    | Konsumgüter                        |
| Bank of Georgia                             | Finanzen                           |
| Caucasus Online                             | Internet                           |
| Geocell                                     | Telekommunikation                  |
| Georgian Airways                            | Fluggesellschaft                   |
| Georgian Industrial Group                   | Energie, Logistik, Schwerindustrie |
| Georgische Gesellschaft für Öl und Gas      | Erdöl und Gas                      |
| Georgian Glass and Mineral Water            | Glas und Mineralwasser             |
| Georgia Wine & Spirits                      | Wein und Spirituosen               |
| GPI Holding                                 | Finanzen                           |
| Imedi Media Holding                         | Medien                             |
| Kutaisi Auto Mechanical Plant               | Konsumgüter                        |
| Liberty Bank                                | Finanzen                           |
| MagtiCom                                    | Telekommunikation                  |
| Mzera Television                            | Medien                             |
| National Bank of Georgia                    | Finanzen                           |
| Rich Metals Group                           | Edelmetalle                        |
| Rustavi Steel                               | Stahl                              |
| Rustawi 2                                   | Medien                             |
| Sky Georgia                                 | Fluggesellschaft                   |
| TAM Air                                     | Fluggesellschaft                   |
| Tbilvino                                    | Wein                               |
| Teliani Valley                              | Wein                               |
| Telasi                                      | Elektrizität                       |
| Telavi Wine Cellar                          | Wein                               |
| TBC Bank                                    | Finanzen                           |
| Tbilisi Aircraft Manufacturing              | Industrie                          |
| Wine Company Shumi                          | Wein                               |
| ATC - Aero - Structure Technoligies Cyclone | Luftfahrt                          |
| Wissol Petroleum                            | Erdöl und Gas                      |

## Staatshaushalt
|           | 2002  | 2003  | 2004    | 2005    | 2006    | 2007    | 2008    | 2009    | 2010    | 2011    | 2012    | 2013    | 2014    | 2015    | 2016    | 2017    | 2018     | 2019     |
| --------- | ----- | ----- | ------- | ------- | ------- | ------- | ------- | ------- | ------- | ------- | ------- | ------- | ------- | ------- | ------- | ------- | -------- | -------- |
| Einnahmen | 802,7 | 933,3 | 1.732,9 | 2.213,0 | 3.293,3 | 4.293,6 | 5.517,7 | 4.917,0 | 5.421,5 | 6.388,8 | 7.058,2 | 6.839,5 | 7.377,2 | 8.145,6 | 8.580,0 | 9.750,4 | 10.595,6 | 10.674,4 |
| Ausgaben  | 839,7 | 915,6 | 1.432,2 | 2.012,7 | 2.669,4 | 3.890,0 | 5.554,7 | 5.367,2 | 5.466,5 | 5.926,8 | 6.641,5 | 6.545,6 | 7.447,7 | 8.133,2 | 8.741,8 | 9.372,1 | 9.543,7  | 9.974,6  |
| Saldo     | −37,0 | 17,7  | 300,7   | 200,3   | 623,9   | 403,6   | −37,0   | −450,3  | −45,0   | 462,0   | 416,7   | 293,9   | −70,5   | 12,4    | −161,8  | 378,3   | 1.051,9  | 699,8    |